# Franz Witzany
Franz Witzany (* 26. März 1890 in Kapfenberg; † 24. Mai 1949 in Graz) war ein österreichischer Landwirt und Politiker.

## Leben
Als Sohn eines Schneiders geboren, nahm Witzany am Ersten Weltkrieg als Offizier teil und wurde so schwer verwundet, dass sein linkes Bein amputiert werden musste. Ab 1916 studierte er Landwirtschaft in Tetschen-Liebwerd, wo er 1916 auch Mitglied der Burschenschaft Demetria wurde. Nach seinem Studium war er politisch tätig und wurde 1920 im Wahlkreis Mittel- und Untersteiermark in den Landtag gewählt, dem er bis 1923 und von 1927 bis zu dessen Auflösung 1934 an. 1923 war er für vier Monate im Nationalrat in Wien. 1940 wurde er bis 1947 Direktor der Landwirtschaftsschule Grottenhof.

## Veröffentlichungen
- Grundregeln der Saatzuchtgewinnung. Graz 1918.
- Erfolgreiche Saatzuchtgewinnung. 6. Auflage, Graz 1926.